# Ballastwater

Het inladen en ontladen van ballastwater

Ballastwater wordt gebruikt om de diepgang, stabiliteit en sterkte van een zeeschip te verbeteren wanneer het schip niet (volledig) geladen is. Jaarlijks wordt er ongeveer 10 miljard ton ballastwater over de wereld getransporteerd. Het water wordt  in ballasttanks geladen en elders op de wereld weer gelost. 

## Verspreiding van organismen
Overal ter wereld bevat het water een andere samenstelling van zand, slib en organismen. Na het lossen van het ballastwater kunnen grotere en zwaardere deeltjes, sediment, in de ballasttank achterblijven. Sommige organismen blijven overleven in het sediment en kunnen bij de verwijdering van het sediment in het water terechtkomen. Dit zorgt voor een verspreiding van organismen over de gehele wereld, deze organismen kunnen in een ander ecosysteem schade aanrichten zowel aan de mensen die daar leven als aan de natuur. Op deze manier kunnen ziektes, zoals cholera, verspreid worden en ontstaat er overlast in de natuur doordat organismen in een gebied terechtkomen waar zij geen natuurlijke vijanden hebben, zoals kamkwallen en de Chinese wolhandkrab.

### Internationale Maritieme Organisatie
Om het probleem  van verspreiding van organismen wereldwijd aan te pakken heeft de Internationale Maritieme Organisatie, voor de controle en het beheer van ballastwater, de Ballast Water Management Conventie ontwikkeld in 2004.  
- Een aantal richtlijnen:

1. Minimaliseren van opname van organismen gedurende het ballasten.
2. Minimaliseren van de opname van sediment als voedingsbodem en drager van organismen.
3. Beschrijven van ballastwatermanagementmethoden, zoals het verversen van ballastwater op open diepzee om verspreiding te voorkomen.

- Een richtlijn kan geïmplementeerd worden via:

1. Certificering: het International Ballast Water Management Certificate met een jaarlijks onderzoek, uitgevoerd door een classificatiebureau.
2. Een ballastwater management plan. Dit plan bevat procedures voor de bemanning die betrokken is bij ballastwatermanagement.
3. Een ballastwater record book. Elk schip dient ermee uitgerust te zijn om alles in verband met ballastwater (bijvoorbeeld data, plaats, reinigen van tanks) bij te houden.
4. Technologie die nieuwe methodes bevat om organismen te doden of te deactiveren zodat ze niet meer schadelijk voor de omgeving worden. Hiernaar wordt nog veel onderzoek verricht.

- Praktische uitvoering:

Het overgrote deel van de zeeschepen heeft nog geen ballastwaterbehandelingsinstallatie aan boord.  Zij voldoen aan de regels door: 
BWE of Ballast Water Exchange (het wisselen van ballastwater): Het vaartuig moet 200 mijl uit de kust zijn en de waterdiepte moet groter zijn dan 200 meter voordat het ballastwater mag wisselen. Het kan voorkomen dat het leegmaken van een tank onmogelijk is vanwege de stabiliteit van het schip.  In dit geval moet er een waterhoeveelheid in de tank gepompt worden die gelijk is aan 3 keer het tankvolume. In dit geval spreken we van het "overflowen" (overstromen) van een tank.
- Ontwikkelingen:

Een systeem dat aan IMO-eisen voldoet is het Sedinox-systeem, het is opgebouwd uit modules: een voorfilter, een zogeheten Sedimentor met cyclonen en een Termanox-module die een elektrolysesysteem bevat. Met de Sedimentor wordt bijna honderd procent van alle deeltjes van twintig micrometer en groter verwijderd en tachtig procent van alle deeltjes tussen de tien en twintig micrometer. In de Termanox-module vindt een elektrolyseproces plaats met natriumchloride, waardoor bacteriën en andere organismen worden gedood.